# Molophilus (Molophilus) perdistinctus
Molophilus (Molophilus) perdistinctus is een tweevleugelige uit de familie steltmuggen (Limoniidae). De soort komt voor in het Australaziatisch gebied.